# Tabula rasa
Tabula rasa, (latin, "tom tavla"), är en humanfilosofisk teori som hävdar att människan föds utan förutbestämda egenskaper, och att alla ens egenskaper är förvärvade under livets gång. Enligt tabula rasa föds barnet som ett oskrivet blad, som skrivs under barnets uppväxt.
Idén om tabula rasa kan spåras tillbaka till Aristoteles. Idén var även en del i stoikernas filosofi. I allmänhet är dock idén främst från den brittiske filosofen John Locke. Med sin litterära debut, Essay concerning Human Understanding (1689), beskrev han hur först sinnesintryck och sedan empirism var det som formade och skapade ett barns förmåga att tänka. I romanen Émile eller om uppfostran beskriver Rousseau något liknande tabula rasa, fast Rousseau antar att man som vuxen, på grund av barnets beroende av den vuxne, kan forma barnet till det man vill.